# Алессандрія (футбольний клуб)
«Алессандрія» (італ. Alessandria) — професійний італійський футбольний клуб з однойменного міста. Виступає у третьому дивізіоні Італії. Домашні матчі проводить на стадіоні «Джузеппе Моккаджатта», який вміщує 6 000 глядачів.

## Історія
Перший спортивний клуб в місті Алессандрія було засновано у 1896 році під назвою Unione Pro Sport. Пізніше у місті з'явилися ще два клуби: Forza е Concordia та Forza е Coraggio. У 1900 році Unione Pro Sport і Forza е Concordia припинили існування. Натомість Forza е Coraggio 18 жовтня 1912 створив футбольну секцію, під назвою ФК «Алессандрія». Спочатку гравці грали в біло-сині формі, але зрештою перейшли на сірий колір.
У 1929 році клуб потрапив до новоствореної Серії А. Протягом наступних восьми сезонів команда продовжувала грати у вищому дивізіоні, двічі досягши найвищого для себе 6-го місця в сезонах 1929-30 та 1931-32. За підсумками сезону 1936-37 «Алессандрія» вилетіла до Серії В. У 1946 році після Другої світової війни клуб повернувся до вищої ліги на два сезони. Наступне повернення до Серії А сталося у 1957 році — тоді «Алессандрія» протрималась в еліті до 1960 року. У 1958 році в футболці клубних кольорів у матчі проти «Інтернаціонале» дебютував Джанні Рівера, один з найвідоміших футболістів клубу. До 1967 року клуб грав у Серії В, а потім опустився до Серії С.
18 серпня 2003 року місцевий суд визнав клуб «Алессандрію» банкрутом, а команда опущена до регіонального рівня. Через протести вболівальників «Алессандрії» було створено новий клуб «Nuova Alessandria 1912», який заявили в Еччеленцу.

## Досягнення
- Кубок Італії:
  - Фіналіст (1): 1935-36
- Кубок КОНІ:
  - Володар (1): 1927